# Проклятието на скорпиона
„Проклятието на скорпиона“ (на английски: The Curse of the Jade Scorpion) е американска криминална комедия от 2001 г., написан и режисиран от Уди Алън, който също участва във филма. Във филма още участват Хелън Хънт, Дан Акройд, Елизабет Бъркли, Джон Шук, Уолъс Шоун, Дейвид Огдън Стиърс и Чарлийз Терон. Премиерата на филма е в Съединените щати на 10 август 2001 г. и е разпространен от „Дриймуъркс Пикчърс“.